# Santa Maria di Leuca
Santa Maria di Leuca (manchmal auch nur Leuca genannt) ist eine am Meer gelegene Fraktion der italienischen Gemeinde Castrignano del Capo in der Provinz Lecce, Region Apulien.

## Lage
Die Ortschaft hat 1263 Einwohner (Stand 2011). Auf ihrem Gebiet liegt die Punta Ristola, der südlichste Punkt Apuliens, der den Schnittpunkt zwischen dem Ionischen und dem Adriatischen Meer darstellt bzw. den Übergang zwischen dem Golf von Tarent und der Straße von Otranto.

## Mythologie und Legenden
Luigi Tasselli, ein Theologie aus dem 17. Jahrhundert, behauptet, der Name Leuca sei vom Namen einer Sirene namens Leucasia (auch: Leucosia) abgeleitet (vgl. altgriechisch λευκός ‚hell; weiß‘).
Im Jahr 1992 schuf der salentinische Schriftsteller und Dichter Carlo Stasi eine Legende (der von Tasselli behaupteten Verbindung Leucasias mit dem Ort folgend) über die schöne Sirene Leucasia. Diese hatte sich in den messapischen Hirtenjungen Melisso verliebt und versuchte ihn mit ihrem Gesang, dem bisher niemand widerstehen konnte, zu erobern. Melisso aber lehnte ihr Werben ab, weil er in die Aristokratin Aristula verliebt war. Die Sirene rächte sich, indem sie die beiden Liebenden mit den von ihren zwei Schwänzen entfesselten Wellen überwältigte und ertrinken ließ. Ihre Körper wurden von der Göttin Minerva, die Mitleid hatte, in die beiden Felsen an den beiden Enden der Bucht verwandelt, die heute Punta Ristola (aus dem Namen Aristula) bzw. Punta Meliso (aus Melisso) genannt werden. Daraufhin verlor Leukasia ihre Stimme und tötete sich selbst. Ihre versteinerten Knochen bilden fortan die weißen Klippen von Leuca.
Petrus soll hier bei seiner Reise nach Rom an Land gegangen sein und gepredigt haben. Dabei sei der Minerva-Tempel eingestürzt.
Die Jungfrau Maria soll einigen Booten vor der Küste in Seenot geholfen haben, wonach „Santa Maria“ dem Namen Leuca vorangestellt wurde.

## Geschichte
Die Gegend war bereits in der Altsteinzeit besiedelt. In der Grotta del Bambino wurde, neben Skelettteilen eines Elefanten auch ein Zahn eines Kindes der Gattung Homo neanderthalensis aus dem Mittelpaläolithikum entdeckt. In anderen Höhlen fanden sich ebenfalls Spuren steinzeitlicher menschlicher Aktivitäten.
Recht bedeutend war die bronzezeitliche befestigte Siedlung die nach dem Punta Meliso, einem Kap im Osten des Orts, benannt ist. Sie erstreckte sich über den Gipfel des Kaps; Reste wurden vor allem neben S. Maria de Finibus Terrae entdeckt. Die Siedlung entstand während der mittleren italischen Bronzezeit (ca. 1700–1350 v. Chr.) und war kontinuierlich bis zur Endbronzezeit (11./10. Jahrhundert v. Chr.) bewohnt. In der Endbronzezeit wurde womöglich die alte Wehrmauer aufgegeben und das Zentrum der Siedlung verschob sich auf eine niedrigere Höhe, näher am Meer, auf eine Terrasse etwa 12 Meter über dem Meeresspiegel. Aus dieser Siedlungsphase stammen, neben einheimischer Impasto-Ware, die überwiegt, und süditalisch-protogeometrischer Keramik (früher meist als japygisch-protogeometrisch bezeichnet) viele Fragmente mykenischer Keramik, die zumindest von intensiverem Handel mit Griechenland zeugen und ins fortgeschrittene 12. bis in das späte 11. Jahrhundert v. Chr. datieren (Zeitstufen SH IIIC Mittel und Spät sowie submykenisch).
Unweit von Punta Ristola befinden sich einige Höhlen, darunter die Grotta Porcinara, eine künstlich in den Kalksteinfelsen errichtete Höhle auf deren Wänden sich viele messapische griechische und lateinische Inschriften finden, die, zusammen mit Resten eines Altars und Votivgaben, von einem Kult zeugen, der hier für die Zeit zwischen dem 8. Jahrhundert v. Chr. und dem 2. Jahrhundert n. Chr. nachgewiesen ist.
An verschiedenen Stellen des Territoriums von Leuca gibt es Spuren mittelalterlicher Ansiedlungen. Um die Mitte des 16. Jahrhunderts erbaute Andrea Gonzaga, der erste Marchese von Alessano, den „Torre Vecchia“, der später in „Torre degli uomini morti“ umbenannt wurde. Ebenfalls noch im 16. Jahrhundert ließ auch Philipp II von Spanien einen Turm errichten. In jener Zeit trieben Räuberbanden und Piraten ihr Unwesen und überfielen mehrmals die an der Küste lebende Bevölkerung. Aus diesem Grund wurden Küstensiedlungen immer wieder aufgeben und verlassen und oft nur von einigen Fischern bewohnt. Erst ab 1873 wuchs wieder das Interesse an diesem Ort und es wurden ab 1874 nach und nach Gebäude errichtet, die Santa Maria di Leuca zu einer größeren Ortschaft werden ließen, die im Laufe der Zeit zu einem beliebten Ziel für Sommerurlauber wurde. Zunächst war der Ort vor allem bei reichen Apuliern beliebt, wovon einige Jugendstil-Villen zeugen, die ab ca. 1900 erbaut wurden.
In Santa Maria di Leuca endet der Aquedotto pugliese, eine Wasserleitung, die größere Teile Apuliens und Kampaniens mit Wasser versorgt. Es handelt sich um das größte Aquädukt in Europa. Mit dem Bau wurde Anfang des 20. Jahrhunderts begonnen; der Endpunkt, Santa Maria di Leuca, wurde 1941 erreicht.

## Sehenswürdigkeiten

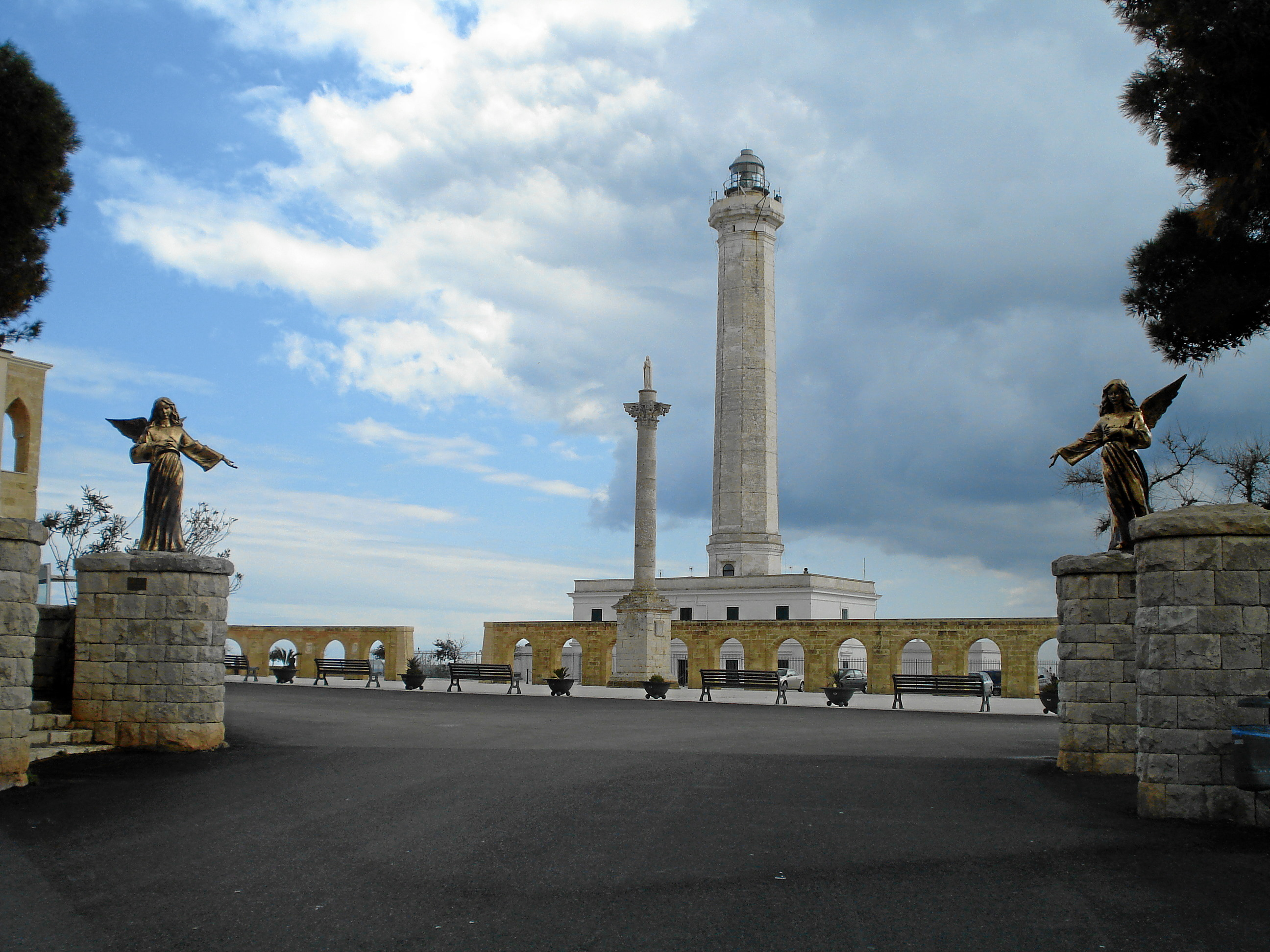
Leuchtturm von Santa Maria di Leuca

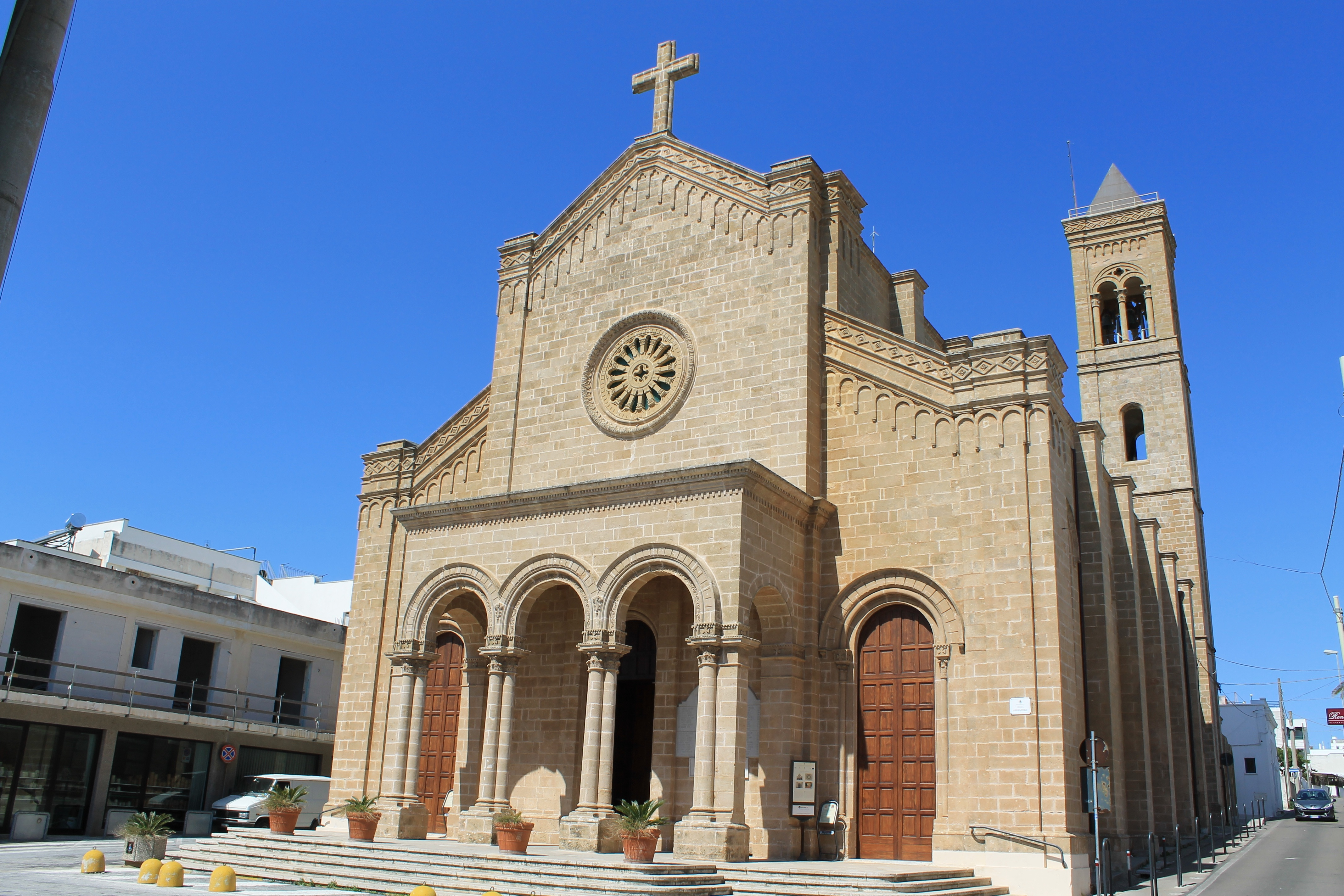
Chiesa di Cristo Re in Santa Maria di Leuca

- Eines der Wahrzeichen der Stadt ist der 1864 erbaute Leuchtturm, der auf Kap Punta Meliso auf einer Höhe von 102 m über NN steht. Der Leuchtturm ist 47 Meter hoch und damit nach dem Leuchtturm von Genua einer der imposantesten Italiens.
- Die Basilika Santa Maria de Finibus Terrae, ebenfalls auf dem Kap gelegen, wurde in ihrer jetzigen Form zwischen 1722 und 1755 erbaut und gedenkt des Heiligen Petrus, der hier auf seiner Reise nach Rom Zwischenstation gemacht haben soll. Die der Heiligen Maria gewidmete Kirche ist namengebend für den Ort Santa Maria di Leuca. Es gibt Vorgängerbauten, die erste Kirche wurde 343 von Papst Julius I. geweiht. Ursprünglich soll an dieser Stelle ein Tempel für Minerva gestanden haben.
- In der Umgebung, oft direkt an der Küste, gibt es eine ganze Reihe von Höhlen, wie die Grotte delle Rade (unter diesen die Grotta del Diavolo und die Grotta Porcinara), die Grotte di Ponente (u. a. Grotta del Drago) und die Grotte die Levante, die teilweise besichtigt werden können.